# دوري أبطال آسيا 2010 - مرحلة المجموعات
مباريات مرحلة المجموعات في دوري أبطال آسيا 2010 جرت بين 23 فبراير و28 أبريل 2010.

## المجموعات

### المجموعة أ
| م | الفريق  | لعب | ف | ت | خ | أ.له | أ.ع | أ.ف | نقاط | التأهل    |   | الغرافة | استقلال | الأهلي | الجزيرة |
| - | ------- | --- | - | - | - | ---- | --- | --- | ---- | --------- | - | ------- | ------- | ------ | ------- |
| 1 | الغرافة | 6   | 4 | 1 | 1 | 11   | 9   | +2  | 13   | دور الـ16 |   | —       |         | –      | –       |
| 2 | استقلال | 6   | 3 | 2 | 1 | 9    | 5   | +4  | 11   | دور الـ16 |   |         | —       |        |         |
| 3 | الأهلي  | 6   | 2 | 0 | 4 | 11   | 9   | +2  | 6    |           |   | –       |         | —      | –       |
| 4 | الجزيرة | 6   | 1 | 1 | 4 | 6    | 14  | −8  | 4    |           | – |         | –       | —      |         |

| الجزيرة           | 1–2   | الغرافة                           |
| ----------------- | ----- | --------------------------------- |
| رافائيل سوبيس 56' | تقرير | عثمان العساس 17' · يونس محمود 53' |

| الأهلي         | 1–2   | استقلال              |
| -------------- | ----- | -------------------- |
| حسن الراهب 85' | تقرير | فرهاد مجيدي 11'، 75' |

| استقلال | 0–0   | الجزيرة |
| ------- | ----- | ------- |
|         | تقرير |         |

| الغرافة                                                          | 3–2   | الأهلي                                                             |
| ---------------------------------------------------------------- | ----- | ------------------------------------------------------------------ |
| ميرغني الزين 2' · سعد الشمري 79' · كليمرسون دي أراوجو سواريز 81' | تقرير | مارسيو ميراندا فريتاس روتشا دا سيلفا 45+1' · عبد الرحيم جيزاوي 64' |

| استقلال                                 | 3–0   | الغرافة |
| --------------------------------------- | ----- | ------- |
| فرهاد مجيدي 13'، 53' · بجمان منتظري 79' | تقرير |         |

| الأهلي                                                                                       | 5–1   | الجزيرة  |
| -------------------------------------------------------------------------------------------- | ----- | -------- |
| فيكتور سيموس 2' · مارسيو ميراندا فريتاس روتشا دا سيلفا 55'، 78' · عبد الرحيم جيزاوي 57'، 90' | تقرير | Toni 62' |

| الغرافة          | 1–1   | استقلال            |
| ---------------- | ----- | ------------------ |
| يونس محمود 45+3' | تقرير | مهدي سيد صالحي 59' |

| الجزيرة | 0–2   | الأهلي               |
| ------- | ----- | -------------------- |
|         | تقرير | فيكتور سيموس 7'، 50' |

| استقلال                                  | 2–1   | الأهلي                   |
| ---------------------------------------- | ----- | ------------------------ |
| مهدي سيد صالحي 25' · أمير حسين صادقي 44' | تقرير | فيكتور سيموس 36' (ركلة.) |

| الغرافة                                                    | 4–2   | الجزيرة                               |
| ---------------------------------------------------------- | ----- | ------------------------------------- |
| كليمرسون دي أراوجو سواريز 11'، 41'، 46' · عثمان العساس 65' | تقرير | عبد الله موسى 88' · رافائيل سوبيس 74' |

| الجزيرة                       | 2–1   | استقلال         |
| ----------------------------- | ----- | --------------- |
| صالح بشير 51' · طارق أحمد 53' | تقرير | فرهاد مجيدي 38' |

| الأهلي | 0–1   | الغرافة     |
| ------ | ----- | ----------- |
|        | تقرير | Kamel 90+2' |

### المجموعة ب
| م | الفريق    | لعب | ف | ت | خ | أ.له | أ.ع | أ.ف | نقاط | التأهل    |  | ذوب آهن | بونيودكور | الاتحاد | الوحدة |
| - | --------- | --- | - | - | - | ---- | --- | --- | ---- | --------- |  | ------- | --------- | ------- | ------ |
| 1 | ذوب آهن   | 0   | 0 | 0 | 0 | 0    | 0   | 0   | 0    | دور الـ16 |  | —       |           |         |        |
| 2 | بونيودكور | 0   | 0 | 0 | 0 | 0    | 0   | 0   | 0    | دور الـ16 |  |         | —         |         |        |
| 3 | الاتحاد   | 0   | 0 | 0 | 0 | 0    | 0   | 0   | 0    |           |  |         |           | —       |        |
| 4 | الوحدة    | 0   | 0 | 0 | 0 | 0    | 0   | 0   | 0    |           |  |         |           | —       |        |

| نادي بونيودكور                                             | 3–0   | الاتحاد |
| ---------------------------------------------------------- | ----- | ------- |
| ريفالدو 3' · جسور حسنوف 21' · دنيلسون مارتينز ناسيمنتو 66' | تقرير |         |

| ذوب آهن  | 1–0   | الوحدة |
| -------- | ----- | ------ |
| Igor 60' | تقرير |        |

| الوحدة           | 1–2   | نادي بونيودكور                    |
| ---------------- | ----- | --------------------------------- |
| سعيد الكثيري 89' | تقرير | دنيلسون مارتينز ناسيمنتو 37'، 85' |

| الاتحاد                             | 2–2   | ذوب آهن                            |
| ----------------------------------- | ----- | ---------------------------------- |
| عبد المالك زياية 13' · محمد نور 41' | تقرير | إسماعيل فرهادي 50' · محمد قاضي 52' |

| ذوب آهن                                               | 3–0   | نادي بونيودكور |
| ----------------------------------------------------- | ----- | -------------- |
| محمد حسيني 38' · محمد قاضي 54' · محمد رضا خلعتبري 80' | تقرير |                |

| الوحدة | 0–2   | الاتحاد                             |
| ------ | ----- | ----------------------------------- |
|        | تقرير | عبد المالك زياية 17' · محمد نور 90' |

| نادي بونيودكور | 0–1   | ذوب آهن              |
| -------------- | ----- | -------------------- |
|                | تقرير | محمد رضا خلعتبري 30' |

| الاتحاد                                                       | 4–0   | الوحدة |
| ------------------------------------------------------------- | ----- | ------ |
| عبد المالك زياية 11' · سعود كريري 16'، 19' · سلطان النمري 32' | تقرير |        |

| الوحدة       | 1–0   | ذوب آهن |
| ------------ | ----- | ------- |
| حسن أمين 72' | تقرير |         |

| الاتحاد              | 1–1   | نادي بونيودكور     |
| -------------------- | ----- | ------------------ |
| محمد نور 38' (ركلة.) | تقرير | أنورجان سولييف 62' |

| نادي بونيودكور                                                      | 4–1   | الوحدة               |
| ------------------------------------------------------------------- | ----- | -------------------- |
| ريفالدو 28' · دنيلسون مارتينز ناسيمنتو 31'، 57' · عزيزبك حيدروف 79' | تقرير | توفيق عبد الرزاق 90' |

| ذوب آهن              | 1–0   | الاتحاد |
| -------------------- | ----- | ------- |
| محمد رضا خلعتبري 56' | تقرير |         |

### المجموعة ج
| م | الفريق     | لعب | ف | ت | خ | أ.له | أ.ع | أ.ف | نقاط | التأهل    |  | الشباب | باختاكور | سباهان | العين |
| - | ---------- | --- | - | - | - | ---- | --- | --- | ---- | --------- |  | ------ | -------- | ------ | ----- |
| 1 | الشباب     | 0   | 0 | 0 | 0 | 0    | 0   | 0   | 0    | دور الـ16 |  | —      |          |        |       |
| 2 | باختاكور   | 0   | 0 | 0 | 0 | 0    | 0   | 0   | 0    | دور الـ16 |  |        | —        |        |       |
| 3 | سباهان     | 0   | 0 | 0 | 0 | 0    | 0   | 0   | 0    |           |  |        |          | —      |       |
| 4 | نادي العين | 0   | 0 | 0 | 0 | 0    | 0   | 0   | 0    |           |  |        |          | —      |       |

| العين | 0–1   | باختاكور           |
| ----- | ----- | ------------------ |
|       | تقرير | أرتر غيفوركيان 60' |

| الشباب           | 1–1   | سباهان         |
| ---------------- | ----- | -------------- |
| فيصل السلطان 69' | تقرير | جلال حسيني 14' |

| باختاكور   | 1–3   | الشباب                                    |
| ---------- | ----- | ----------------------------------------- |
| Azizov 77' | تقرير | فلافيو أمادو 61'، 74' · أحمد الكعبي 90+7' |

| سباهان | 0–0   | العين |
| ------ | ----- | ----- |
|        | تقرير |       |

| باختاكور                                 | 2–1   | سباهان              |
| ---------------------------------------- | ----- | ------------------- |
| أرتر غيفوركيان 38' · ألكساندر غينريخ 71' | تقرير | أحمد جمشيديان 45+1' |

| العين                       | 2–1                | الشباب          |
| --------------------------- | ------------------ | --------------- |
| إمرسون 14' · خوسيه ساند 23' | تقرير[وصلة مكسورة] | Bin Saran 45+1' |

| سباهان                             | 2–0   | باختاكور |
| ---------------------------------- | ----- | -------- |
| إبراهيما توريه 74' · محسن بنغر 75' | تقرير |          |

| الشباب                                             | 3–2   | العين                                 |
| -------------------------------------------------- | ----- | ------------------------------------- |
| فلافيو أمادو 12'، 66' · مارسيلو راميرو كاماتشو 83' | تقرير | خوسيه ساند 31' · مساعد ندا 56' (ه.ذ.) |

| باختاكور                 | 3–2   | العين                                        |
| ------------------------ | ----- | -------------------------------------------- |
| عادل أحمدوف 9'، 12'، 29' | تقرير | خورخي فالديفيا 2' · إلهام سويونوف 20' (ه.ذ.) |

| سباهان           | 1–0   | الشباب |
| ---------------- | ----- | ------ |
| أحمد جمشيديان 9' | تقرير |        |

| العين                       | 2–0   | سباهان |
| --------------------------- | ----- | ------ |
| خوسيه ساند 43' (ركلة.)، 71' | تقرير |        |

| الشباب                                                | 2–1   | باختاكور             |
| ----------------------------------------------------- | ----- | -------------------- |
| مارسيلو راميرو كاماتشو 64' (ركلة.) · فلافيو أمادو 86' | تقرير | شيرزودبيك كريموف 31' |

### المجموعة د
| السد | 0–3   | الهلال                                    |
| ---- | ----- | ----------------------------------------- |
|      | تقرير | ياسر القحطاني 9'، 66' · تياجو نيفيز 90+3' |

| مس كرمان                                                  | 4–2   | الأهلي                               |
| --------------------------------------------------------- | ----- | ------------------------------------ |
| مصطفى سيفي 20' · مهدي رجب زاده 75'، 85' · علي سامره 90+3' | تقرير | سالم خميس 45+2' · مهرزاد معدنتشي 57' |

| الأهلي | 0–5   | السد                                                                    |
| ------ | ----- | ----------------------------------------------------------------------- |
|        | تقرير | علي عفيف 36' · لياندرو مونتانا دا سيلفا 44'، 45+2'، 76' · يوسف أحمد 64' |

| الهلال                                                       | 3–1   | مس كرمان        |
| ------------------------------------------------------------ | ----- | --------------- |
| كريستيان فيلهلمسون 3' · أسامة هوساوي 15' · ياسر القحطاني 81' | تقرير | علي سامره 90+3' |

| السد                                                                   | 4–1   | مس كرمان    |
| ---------------------------------------------------------------------- | ----- | ----------- |
| لياندرو مونتانا دا سيلفا 46'، 49' · فيليبي جورج 53' · طلال البلوشي 60' | تقرير | إيدينيو 21' |

| الهلال            | 1–1   | الأهلي             |
| ----------------- | ----- | ------------------ |
| عيسى المحياني 48' | تقرير | حسني عبد ربه 90+1' |

| مس كرمان                                  | 3–1   | السد             |
| ----------------------------------------- | ----- | ---------------- |
| إيدينيو 37' · علي سامره 48' · زالترون 83' | تقرير | خلفان إبراهيم 7' |

| الأهلي                                     | 2–3   | الهلال                                                         |
| ------------------------------------------ | ----- | -------------------------------------------------------------- |
| أحمد خليل 43' · كليدرسون سيزار دي سوزا 65' | تقرير | ياسر القحطاني 10' · كريستيان فيلهلمسون 15' · إي يونغ بيو 90+2' |

| الأهلي                                            | 2–1   | مس كرمان          |
| ------------------------------------------------- | ----- | ----------------- |
| فرزاد حسينخاني 30' (ه.ذ.) · أحمد خليل 83' (ركلة.) | تقرير | مهدي رجب زاده 75' |

| الهلال | 0–0   | السد |
| ------ | ----- | ---- |
|        | تقرير |      |

| مس كرمان                                       | 3–1   | الهلال            |
| ---------------------------------------------- | ----- | ----------------- |
| إيدينيو 1' · زالترون 76' · مهدي رجب زاده 90+2' | تقرير | عيسى المحياني 51' |

| السد\|نادي السد                    | 2–2   | الأهلي                    |
| ---------------------------------- | ----- | ------------------------- |
| فيليبي جورج 16' · طلال البلوشي 20' | تقرير | باري 14' · علي عباس 90+3' |

### المجموعة ر
| نادي سونغنام                            | 2–0   | كاواساكي فرونتال |
| --------------------------------------- | ----- | ---------------- |
| ماوريسيو مولينا 35' · جينان رادديتش 78' | تقرير |                  |

| نادي بكين سينوبو غوان | 1–0   | نادي ملبورن فيكتوري |
| --------------------- | ----- | ------------------- |
| جويل جريفيتس 52'      | تقرير |                     |

| نادي ملبورن فيكتوري | 0–2   | نادي سونغنام                            |
| ------------------- | ----- | --------------------------------------- |
|                     | تقرير | ساشا أوغنينوفسكي 40' · يون يونغ سون 85' |

| كاواساكي فرونتال   | 1–3   | نادي بكين سينوبو غوان                      |
| ------------------ | ----- | ------------------------------------------ |
| كوسوكي كيكوتشي 39' | تقرير | جويل جريفيتس 37' · Wang Changqing 65'، 86' |

| نادي سونغنام                                            | 3–1   | نادي بكين سينوبو غوان |
| ------------------------------------------------------- | ----- | --------------------- |
| سونغ هو-يونغ 80' · جينان رادديتش 87' · Jo Jae-Cheol 90' | تقرير | موريس روس 18'         |

| كاواساكي فرونتال                                                                                | 4–0   | نادي ملبورن فيكتوري |
| ----------------------------------------------------------------------------------------------- | ----- | ------------------- |
| جونغ تاي سي 3' · ماسارو كوروتسو 11' · ريناتو كارلوس مارتينز جونيور 22' · هيرويوكي تانيجوتشي 90' | تقرير |                     |

| نادي بكين سينوبو غوان | 0–1   | نادي سونغنام        |
| --------------------- | ----- | ------------------- |
|                       | تقرير | ماوريسيو مولينا 73' |

| نادي ملبورن فيكتوري     | 1–0   | كاواساكي فرونتال |
| ----------------------- | ----- | ---------------- |
| كيفن موسكات 60' (ركلة.) | تقرير |                  |

| كاواساكي فرونتال                                                                    | 3–0   | نادي سونغنام |
| ----------------------------------------------------------------------------------- | ----- | ------------ |
| هيرويوكي تانيجوتشي 4' · يوسوكي تزاكا 21' · ريناتو كارلوس مارتينز جونيور 69' (ركلة.) | تقرير |              |

| نادي ملبورن فيكتوري | 0–0   | نادي بكين سينوبو غوان |
| ------------------- | ----- | --------------------- |
|                     | تقرير |                       |

| نادي سونغنام                                           | 3–2   | نادي ملبورن فيكتوري                |
| ------------------------------------------------------ | ----- | ---------------------------------- |
| Jeon Kwang-Jin 27' · Namgung Do 72' · Jo Jae-Cheol 83' | تقرير | مات دوغاندزيتش 46' · Pondeljak 77' |

| نادي بكين سينوبو غوان                           | 2–0   | كاواساكي فرونتال |
| ----------------------------------------------- | ----- | ---------------- |
| جويل جريفيتس 26' · أريفالدو أنطونيو سارايفا 47' | تقرير |                  |

### المجموعة س
| برسيبورا جايابورا | 1–4   | جونبك هيونداي موتورز                                        |
| ----------------- | ----- | ----------------------------------------------------------- |
| Pae 68'           | تقرير | كيم سيونغ يونغ 17' (ركلة.) · كرونوسلاف روفروك 26'، 67'، 82' |

| كاشيما أنتلرز   | 1–0   | نادي تشانغتشون ياتاي |
| --------------- | ----- | -------------------- |
| كوجي ناكاتا 42' | تقرير |                      |

| نادي تشانغتشون ياتاي                                                                     | 9–0   | برسيبورا جايابورا |
| ---------------------------------------------------------------------------------------- | ----- | ----------------- |
| غاو جيان 23'، 34'، 57' · جوني لامبرت 45'، 52'، 59' · ليو ويدونغ 65'، 90+1' · وانغ بو 84' | تقرير |                   |

| جونبك هيونداي موتورز | 1–2   | كاشيما أنتلرز                     |
| -------------------- | ----- | --------------------------------- |
| Eninho 42'           | تقرير | كوجي ناكاتا 70' · ياسوشي إندو 90' |

| نادي تشانغتشون ياتاي | 1–2   | جونبك هيونداي موتورز              |
| -------------------- | ----- | --------------------------------- |
| دو زهينيو 64'        | تقرير | تشوي تاي أوك 74' · إي دونغ غك 86' |

| كاشيما أنتلرز | 5–0   | برسيبورا جايابورا |
| --- | ----- | ----------------- |
| تورو أرايبا 39' · ماركينيوس (لاعب كرة قدم مواليد 1976) 45'، 76' · ميتسو أوغاساوارا 66' (ركلة.) · يويا أوساكو 68' | تقرير |                   |

| برسيبورا جايابورا | 1–3   | كاشيما أنتلرز                                          |
| ----------------- | ----- | ------------------------------------------------------ |
| Pae 19'           | تقرير | ياسوشي إندو 2' · شينزو كوروكي 26' · أتسوتو أوتشيدا 34' |

| جونبك هيونداي موتورز | 1–0   | نادي تشانغتشون ياتاي |
| -------------------- | ----- | -------------------- |
| إي دونغ غك 54'       | تقرير |                      |

| نادي تشانغتشون ياتاي | 0–1   | كاشيما أنتلرز    |
| -------------------- | ----- | ---------------- |
|                      | تقرير | شينزو كوروكي 37' |

| جونبك هيونداي موتورز                                                                                        | 8–0   | برسيبورا جايابورا |
| --- | ----- | ----------------- |
| Eninho 12'، 56' · سيم هو يوون 30'، 80'، 85' · إي دونغ غك 40' (ركلة.) · سيو جونغ-جين 59' · Lim Sang-Hyub 81' | تقرير |                   |

| برسيبورا جايابورا               | 2–0   | نادي تشانغتشون ياتاي |
| ------------------------------- | ----- | -------------------- |
| ادوارد ايفاكدالام 26' · Pae 66' | تقرير |                      |

| كاشيما أنتلرز                      | 2–1   | جونبك هيونداي موتورز |
| ---------------------------------- | ----- | -------------------- |
| إي جونغ سو 20' · تاكويا نوزاوا 22' | تقرير | جين كيونغ-سن 77'     |

### المجموعة ص
| سوون سامسونغ بلووينغز | 0–0   | غامبا أوساكا |
| --------------------- | ----- | ------------ |
|                       | تقرير |              |

| نادي هينان جيانيي | 0–0   | نادي واريورز |
| ----------------- | ----- | ------------ |
|                   | تقرير |              |

| غامبا أوساكا               | 1–1   | نادي هينان جيانيي |
| -------------------------- | ----- | ----------------- |
| لوكاس سيفيرينو 35' (ركلة.) | تقرير | تشانغ لو 3'       |

| نادي واريورز | 0–2   | سوون سامسونغ بلووينغز                          |
| ------------ | ----- | ---------------------------------------------- |
|              | تقرير | جونينيو 45+1' · خوسيه روبرتو رودريغوس موتا 73' |

| نادي واريورز                      | 2–4   | غامبا أوساكا                                |
| --------------------------------- | ----- | ------------------------------------------- |
| Gunawan 32' · نيكلاس ساندبيرغ 53' | تقرير | شوكي هيراي 6'، 46'، 83' · سوتا ناكازاوا 71' |

| نادي هينان جيانيي | 0–2   | سوون سامسونغ بلووينغز               |
| ----------------- | ----- | ----------------------------------- |
|                   | تقرير | خوسيه روبرتو رودريغوس موتا 47'، 61' |

| غامبا أوساكا                                                            | 3–0   | نادي واريورز |
| ----------------------------------------------------------------------- | ----- | ------------ |
| ميتشيهيرو ياسودا 27' · شوكي هيراي 55' · خوسيه كارلوس فيريرا فيليو 90+2' | تقرير |              |

| سوون سامسونغ بلووينغز                            | 2–0   | نادي هينان جيانيي |
| ------------------------------------------------ | ----- | ----------------- |
| خوسيه روبرتو رودريغوس موتا 10' · Kim Dae-Eui 90' | تقرير |                   |

| غامبا أوساكا                              | 2–1   | سوون سامسونغ بلووينغز          |
| ----------------------------------------- | ----- | ------------------------------ |
| تاكاهيرو فوتاجاوا 61' · تاكاشي أوسامي 90' | تقرير | خوسيه روبرتو رودريغوس موتا 58' |

| نادي واريورز                                  | 2–1   | نادي هينان جيانيي |
| --------------------------------------------- | ----- | ----------------- |
| دانييل بينيت (لاعب كرة قدم) 65' · Gunawan 77' | تقرير | يو لي 71'         |

| سوون سامسونغ بلووينغز                                                                        | 6–2   | نادي واريورز                             |
| -------------------------------------------------------------------------------------------- | ----- | ---------------------------------------- |
| خوسيه روبرتو رودريغوس موتا 11'، 38' · لي هيون-جين 13' · كواك هيي جو 28' · يوم غي هن 46'، 90' | تقرير | فيديريكو مارتينيز 5' · إيفان لوفريتش 70' |

| نادي هينان جيانيي | 1–1   | غامبا أوساكا      |
| ----------------- | ----- | ----------------- |
| Song Tae-Lim 90'  | تقرير | تاكاشي أوسامي 39' |

### المجموعة ط
| سانفريس هيروشيما | 0–1                | نادي شاندونغ لونينغ تايشان |
| ---------------- | ------------------ | -------------------------- |
|                  | تقرير[وصلة مكسورة] | هان بينغ 77'               |

| نادي أديلايد يونايتد | 1–0   | بوهانغ ستيلرز |
| -------------------- | ----- | ------------- |
| ماثيو لكي 45+1'      | تقرير |               |

| نادي شاندونغ لونينغ تايشان | 0–2   | نادي أديلايد يونايتد                |
| -------------------------- | ----- | ----------------------------------- |
|                            | تقرير | سيرجيو فان دايك 27' · ماثيو لكي 70' |

| بوهانغ ستيلرز                                | 2–1   | سانفريس هيروشيما    |
| -------------------------------------------- | ----- | ------------------- |
| هوانغ جاي-وون 54' · المير لوبس دي لونا 90+2' | تقرير | إيليان ستويانوف 89' |

| نادي أديلايد يونايتد                               | 3–2   | سانفريس هيروشيما                              |
| -------------------------------------------------- | ----- | --------------------------------------------- |
| Dodd 12' · روبرت كورنثويت 79' · كاسيو أوليفيرا 82' | تقرير | كازويوكي موريساكي 55' · إيسيإي تاكاياناغي 76' |

| بوهانغ ستيلرز   | 1–0   | نادي شاندونغ لونينغ تايشان |
| --------------- | ----- | -------------------------- |
| No Byung-Jun 7' | تقرير |                            |

| سانفريس هيروشيما | 1–0   | نادي أديلايد يونايتد |
| ---------------- | ----- | -------------------- |
| هيساتو ساتو 45'  | تقرير |                      |

| نادي شاندونغ لونينغ تايشان | 1–2   | بوهانغ ستيلرز                    |
| -------------------------- | ----- | -------------------------------- |
| لي جينيو 74'               | تقرير | كم جاي سونغ 51' · Kim Tae-Su 86' |

| نادي شاندونغ لونينغ تايشان    | 2–3   | سانفريس هيروشيما                           |
| ----------------------------- | ----- | ------------------------------------------ |
| هان بينغ 45' · فريد بنسون 85' | تقرير | كوجي موريساكي 73' · تاداناري لي 78'، 90+1' |

| بوهانغ ستيلرز | 0–0   | نادي أديلايد يونايتد |
| ------------- | ----- | -------------------- |
|               | تقرير |                      |

| سانفريس هيروشيما                                                             | 4–3   | بوهانغ ستيلرز                            |
| ---------------------------------------------------------------------------- | ----- | ---------------------------------------- |
| جونيا أوساكي 1' · تاداناري لي 31' · شينيتشيرو كواتا 43' · تومواكي مايكنو 81' | تقرير | كم جاي سونغ 4'، 48' · Shin Hyung-Min 63' |

| نادي أديلايد يونايتد | 0–1   | نادي شاندونغ لونينغ تايشان |
| -------------------- | ----- | -------------------------- |
|                      | تقرير | لي وي 53'                  |